# Moustapha Name
Moustapha Name (* 5. května 1995) je senegalský profesionální fotbalista, který hraje na pozici záložníka za kyperský prvoligový klub Pafos a senegalský národní tým.

## Klubová kariéra

### AS Douanes
Moustapha Name začal svou kariéru v AS Douanes v rodném Senegalu v roce 2016. Během sezóny 2017/18 vstřelil deset gólů v senegalské Premier League.

### Pau FC
V roce 2018 se Name připojil k Pau a rychle se adaptoval na francouzský fotbal. Ve své druhé sezóně byl příležitostně kapitánem týmu.
V sezóně 2019/20 se Pau dostalo do osmifinále francouzského poháru, ale prohrálo s pozdějším vítězem Paris Saint-Germain (PSG). Sezóna 2019/20 byla velmi úspěšná jak pro Nameho, tak pro Pau; Pau postoupilo do Ligue 2 a jeho výkony proti těžkým vahám Ligue 1 Bordeaux a PSG v Coupe de France mu pomohly udělat si jméno.

### Paris FC
Dne 27. června 2020 podepsal smlouvu s Paris FC po úspěšných sezónách s Pau v Championnat National. Svůj profesionální debut v dresu Paris FC si odbyl 22. srpna 2020 při výhře 3:0 v Ligue 2 nad Chambly.

## Reprezentační kariéra
V senegalském národním týmu debutoval 11. listopadu 2020 při výhře 2:0 v kvalifikaci na Africký pohár národů 2021 nad Guineou-Bissau.
Byl součástí senegalského týmu pro Africký pohár národů 2021; Lions of Teranga vyhráli turnaj poprvé ve své historii.
Prezidentem Senegalu Macky Sallem byl jmenován velkodůstojníkem Národního řádu lva po vítězství národa na turnaji.

## Statistiky

### Klubové
Platí k zápasu hranému 15. února 2023.
| Klub              | Sezóna            | Liga                 | Liga   | Liga | Národní pohár | Národní pohár | Ligový pohár | Ligový pohár | Kontinentální | Kontinentální | Ostatní | Ostatní | Celkově | Celkově |
| Klub              | Sezóna            | Divize               | Zápasy | Góly | Zápasy        | Góly          | Zápasy       | Góly         | Zápasy        | Góly          | Zápasy  | Góly    | Zápasy  | Góly    |
| ----------------- | ----------------- | -------------------- | ------ | ---- | ------------- | ------------- | ------------ | ------------ | ------------- | ------------- | ------- | ------- | ------- | ------- |
| Pau FC            | 2018/19           | Championnat National | 33     | 4    | 2             | 0             | —            | —            | —             | —             | —       | —       | 35      | 4       |
| Pau FC            | 2019/20           | Championnat National | 23     | 4    | 5             | 1             | —            | —            | —             | —             | —       | —       | 35      | 4       |
| Pau FC            | Celkově           | Celkově              | 56     | 8    | 7             | 1             | —            | —            | —             | —             | —       | —       | 63      | 9       |
| Paris FC          | 2020/21           | Ligue 2              | 32     | 4    | 1             | 1             | —            | —            | —             | —             | —       | —       | 33      | 5       |
| Paris FC          | 2021/22           | Ligue 2              | 32     | 7    | 1             | 3             | —            | —            | —             | —             | —       | —       | 33      | 10      |
| Paris FC          | 2022/23           | Ligue 2              | 5      | 0    | —             | —             | —            | —            | —             | —             | —       | —       | 5       | 0       |
| Paris FC          | Celkově           | Celkově              | 69     | 11   | 2             | 4             | —            | —            | —             | —             | —       | —       | 71      | 15      |
| Pafos FC          | 2022/23           | A' katigoría         | 16     | 4    | 2             | 1             | —            | —            | —             | —             | —       | —       | 18      | 5       |
| Celkově v kariéře | Celkově v kariéře | Celkově v kariéře    | 141    | 23   | 11            | 6             | 1            | 0            | 0             | 0             | 0       | 0       | 152     | 29      |

## Úspěchy
Senegal
- Africký pohár národů: 2021

Osobní
- Velkodůstojník Národního řádu lva : 2022